# Бинниш
Бинниш (араб. بنش‎) — город на северо-западе Сирии, расположенный на территории мухафазы Идлиб. Входит в состав района Идлиб. Является административным центром одноимённой нахии.

## История
Топоним Бинниш упоминается в клинописных глиняных табличках, найденных на месте раскопок древнего города Эбла.

## Географическое положение
Город находится в северо-восточной части мухафазы, на высоте 330 метров над уровнем моря.

Бинниш расположен на расстоянии приблизительно 5 километров к северо-востоку от Идлиба, административного центра провинции и на расстоянии 267 километров к северо-северо-востоку (NNE) от Дамаска, столицы страны.

## Население
По данным официальной переписи 2004 года численность населения города составляла 21 848 человек (11 597 мужчин и 10 251 женщина).

## Транспорт
Через город проходит национальное шоссе M60, соединяющее между собой города Салькин и Алеппо. Ближайший гражданский аэропорт — Международный аэропорт Алеппо.